# 가나쓰타니촌
가나쓰타니촌(金津谷村)은 이시카와현 가호쿠군에 있던 촌이다. 현재의 가호쿠시의 중부, 나나오선 요코야마역에서 시 동쪽 끝까지의 일대에 해당한다.

## 역사
- 1889년 4월 1일 - 정촌제 시행에 의해 가호쿠군 6개 촌의 구역을 가지고 가나쓰타니촌이 성립하였다.
- 1907년 8월 10일 - 다카마쓰촌과 합병해 새로운 가호쿠촌이 성립하였다.

## 교통

### 철도
- 철도성
  - 나나오선

## 참고문헌
- 角川日本地名大辞典 17 石川県